# Conrad Wilhelm Kambli
Conrad Wilhelm Kambli (* 25. Januar 1829 in Zürich; † 28. September 1914 in Kilchberg) war ein Schweizer evangelischer Geistlicher.

## Leben
Conrad Wilhelm Kambli war der Sohn des Spenglermeisters Johann Jakob Kambli und dessen Ehefrau Maria Regula (geb. Ott), ein Waisenkind aus Zürich.
Er besuchte das Gymnasium in Zürich und immatrikulierte sich 1847 an der Universität Zürich und studierte an der Theologischen Fakultät; das Studium setzte er später bis 1850 an der Universität Berlin fort.
1850 erfolgte seine Ordination und von 1851 bis 1853 war er Vikar in Wetzikon, bis er 1853 Pfarrer in Illnau wurde. Nach zehn Jahren wurde er Pfarrer an der reformierten Kirche Horgen und blieb dort bis 1884. Währenddessen war er von 1888 bis 1895 Direktionspräsident des Stapferheims, das von Julius Stapfer-von Froben 1988 gegründet worden war.
Von 1885 bis 1905 war er an der Kirche St. Laurenzen in St. Gallen Pfarrer und wurde in dieser Zeit 1894 Dekan. 1905 gab er das Pfarramt auf.
Conrad Wilhelm Kambli war seit 1855 mit Susette (geb. Thurnheer) aus Illnau verheiratet.
Er war Taufpate des späteren Kunsthändlers Heinrich Messikommer.

### Geistliches und schriftstellerisches Wirken
Conrad Wilhelm Kambli zählte theologisch zur Reformbewegung und war ein Freund von Alois Emanuel Biedermann. Er veröffentlichte zahlreiche Werke und zeigte ein reges Interesse an sozialer und wirtschaftspolitischer Theorie und Praxis. Die Vorstellung eines spezifisch christlichen Wirtschaftssystems lehnte er ab, forderte aber eine christlich motivierte Sozial- und Wirtschaftsethik.
1884 setzte er sich in der Gemeinnützigen Gesellschaft Zürich für eine Verpflichtung der Krankenkassen bei der Armenversorgung ein.
In seiner Schrift Gottfried Keller nach seiner Stellung zu Religion und Christenthum, Kirche, Theologie und Geistlichkeit kritisierte er den Schluss von Gottfried Kellers Romeo und Julia auf dem Dorfe als «cynisch» und den Grünen Heinrich als zu freizügig.

## Trivia
In Gottfried Kellers Novelle Das verlorene Lachen vermutete Conrad Wilhelm Kambli, dass der Autor die Theologen Heinrich Lang und ihn selber zum «Pfarrer von Schwanau verschmolz». Hierdurch sah er sich veranlasst, in einer Schrift Gottfried Keller zu untersuchen.

## Ehrungen und Auszeichnungen
- 1900: Dr. theol. h. c. der Universität Zürich

## Schriften (Auswahl)
- Das Verhältniss von bürgerlicher und territorialer Armenpflege. J. Herzog, Zürich 1874.
- mit Antonio Barzaghi-Cattaneo, J. Ganz: Die Fresko-Gemälde in der reformirten Kirche in Horgen am Zürichsee. Zürich 1875.
- Die socialen Ideen des Christenthums und ihre Verwerthung in den Kämpfen der Gegenwart. Zürich 1878.
- Die Bedeutung der Religion für die Jugenderziehung. Zollikofer, St. Gallen 1878.
- Die Wundergeschichten in den Evangelien.  Herzog, Zürich 1879.
- Das Eigenthum im Licht des Evangeliums. Frankfurt am Main, 1882.
- Die Aufgabe der Frauen in den religiösen und sozialen Kämpfen der Gegenwart. T. T. Schläpfer, Horgen 1883.
- Fromm und frei: Mitgabe auf den Lebensweg für denkende Jünglinge und Männer. C. Schmidt, Zürich 1884.
- Die sozialen Parteien und unsere Stellung zu denselben. St. Gallen 1887.
- Der Luxus nach seiner sittlichen und sozialen Bedeutung. Frauenfeld, 1890.
- Gottfried Keller nach seiner Stellung zu Religion und Christenthum, Kirche, Theologie und Geistlichkeit. 1891.
- Die Grenzen der Wohlthätigkeit in sittlicher und sozialer Hinsicht. Kasselbrink, St. Gallen 1892.
- Die sittliche Bedeutung des Unsterblichkeitsglaubens. Verlag der Fehr’schen Buchhandlung, St. Gallen 1893.
- Das Armenwesen in der Stadt St. Gallen. H. Müller, Basel 1895.
- Die Stellung des freisinnigen Protestantismus zum Socialmus und zu der christlich-socialen oder evangelisch-socialen Partei. Bern 1895
- David Friedrich Strauss. 1896.
- Stimmen des freien Christentums aus der Schweiz. Frick, Zürich, 1898.
- Kunst und Leben in ihrer Wechselwirkung aufeinander. Huber, Frauenfeld 1905.
- Christus und Christentum in Predigten dargestellt. Verlag der Fehr’schen Buchhandlung, St. Gallen 1905.
- mit Auguste Forel: Die sexuelle Frage und ihre Beantwortung. Aug. Frick, Zürich 1906.
- Was können wir protestantische Erzieher nicht von der römischen Kirche lernen? A. Schaufelberger, Zürich 1907.
- Christentum und soziale Bewegung. 1908.
- Protestantische und katholische Erziehung und Charakterbildung. A. W. Zickefeldt, Osterwieck-Harz 1909.
- Gustav Adolf Saxer, alt Landammann: Ein Lebensbild. Fehr, St. Gallen 1910.